# Reštovo
Reštovo – wieś w Chorwacji, w żupanii karlowackiej, w gminie Kamanje. W 2011 roku liczyła 104 mieszkańców.